# Aéroport de Punta Gorda (Belize)
L'aéroport de Punta Gorda (code IATA : PND) est un aéroport desservant Punta Gorda, une ville dans le district de Toledo , dans le sud du Belize.

## Situation
| Belize City (International) Belize City (National) Belmopan‎ Big Creek Caye Caulker Caye Chapel Corozal Dangriga Independence/Savannah Orange Walk‎ Town Placencia‎ Punta Gorda San Ignacio‎ San Pedro‎ Sarteneja Silver Creek |